# Lisa Wede
Inga-Lisa Wede, née le 27 septembre 1951  à Övertorneå, est une journaliste suédoise. Elle travaille actuellement pour Sveriges Radio. Depuis 2003, elle est mariée avec l'acteur Sven Wollter,.